# Cheilosia saxifragae
Cheilosia saxifragae är en tvåvingeart som först beskrevs av Erich Martin Hering 1924.  Cheilosia saxifragae ingår i släktet örtblomflugor, och familjen blomflugor.
Artens utbredningsområde är Österrike. Inga underarter finns listade i Catalogue of Life.